# Fotorezystor
Fotorezystor (ang. Photoresistor), fotoopornik, opornik fotoelektryczny – przyrząd półprzewodnikowy, którego rezystancja ulega zmianie pod wpływem padającego na jego powierzchnię promieniowania elektromagnetycznego na przykład promieniowania widzialnego lub podczerwieni. Rezystancja elementu zależy od natężenia oświetlenia fotorezystora, jego rezystancja w ciemności jest bardzo duża i może osiągnąć wartość rzędu megaomów, przy silnym oświetleniu może zmaleć do kilku omów.

## Budowa
Fotorezystory wykonuje się w postaci cienkich ścieżek półprzewodnikowych naniesionych na podłoże dielektryczne. Utworzona w ten sposób część fotoopornika jest materiałem fotoprzewodzącym – częścią roboczą. Do warstwy półprzewodnikowej doprowadza się dwie metalowe elektrody z wyprowadzeniami, które będą wykorzystywane do włączenia elementu w obwód oraz w celu doprowadzenia prądu ze źródła zewnętrznego. Tak wytworzonym element zamykany jest w obudowie z okienkiem przepuszczającym promieniowanie.
W produkcji fotorezystorów wykorzystuje się różne rodzaje materiałów półprzewodnikowych oraz sposoby domieszkowania. W ten sposób można uzyskać maksymalne czułości dla wybranych długości fali np. selenek kadmu jest czuły na światło podczerwone.
W zależności od użytego półprzewodnika, fotorezystor dzieli się na dwa typy: samoistne (ang. intrinsic) oraz domieszkowane (ang. Extrinsic). W fotorezystorach samoistnych wykorzystuje się czyste materiały półprzewodnikowe, bez żadnych zanieczyszczeń struktury krystalicznej tj. krzem (Si) lub german (Ge). W fotorezystorach domieszkowanych do materiału półprzewodnikowego są wprowadzane domieszki w postaci innych pierwiastków.
Fotorezystor starszego typu były wykonywane z krzemu (Si) oraz germanu (Ge). Obecnie fotorezystory wykonywane są z materiałów takich jak siarczek kadmu (CdS), siarczek ołowiu (PbS), selenek ołowiu (PbSe) lub antymonek indu (InSb).

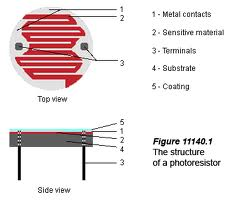
Budowa fotorezystora

## Zasada działania

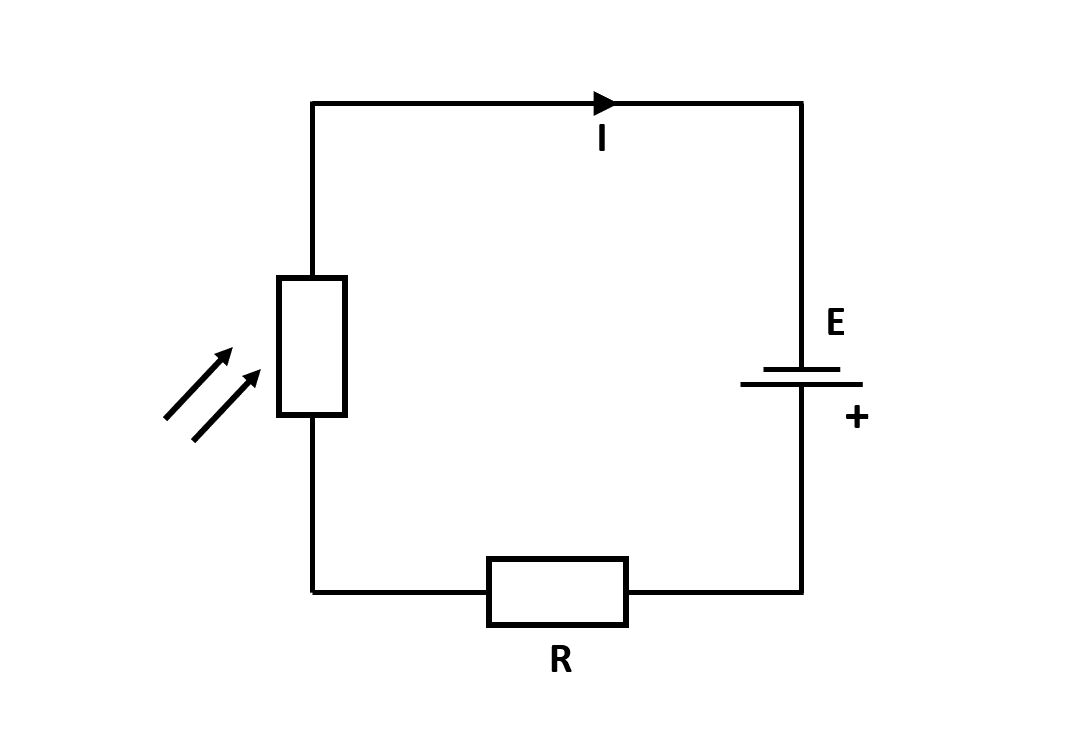
Fotorezystor - prosty układ pracy

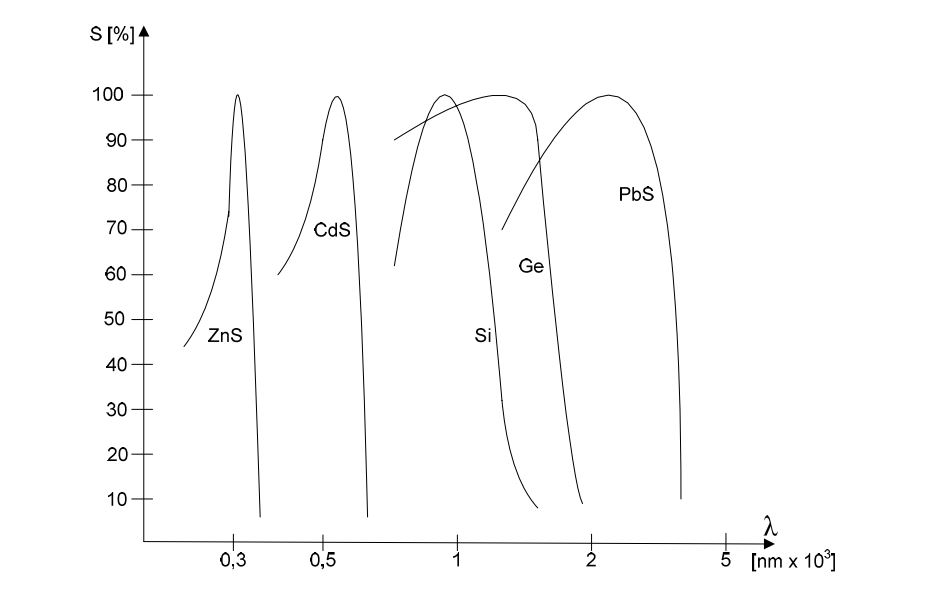
Charakterystyki widmowe wybranych materiałów fotorezystancyjnych

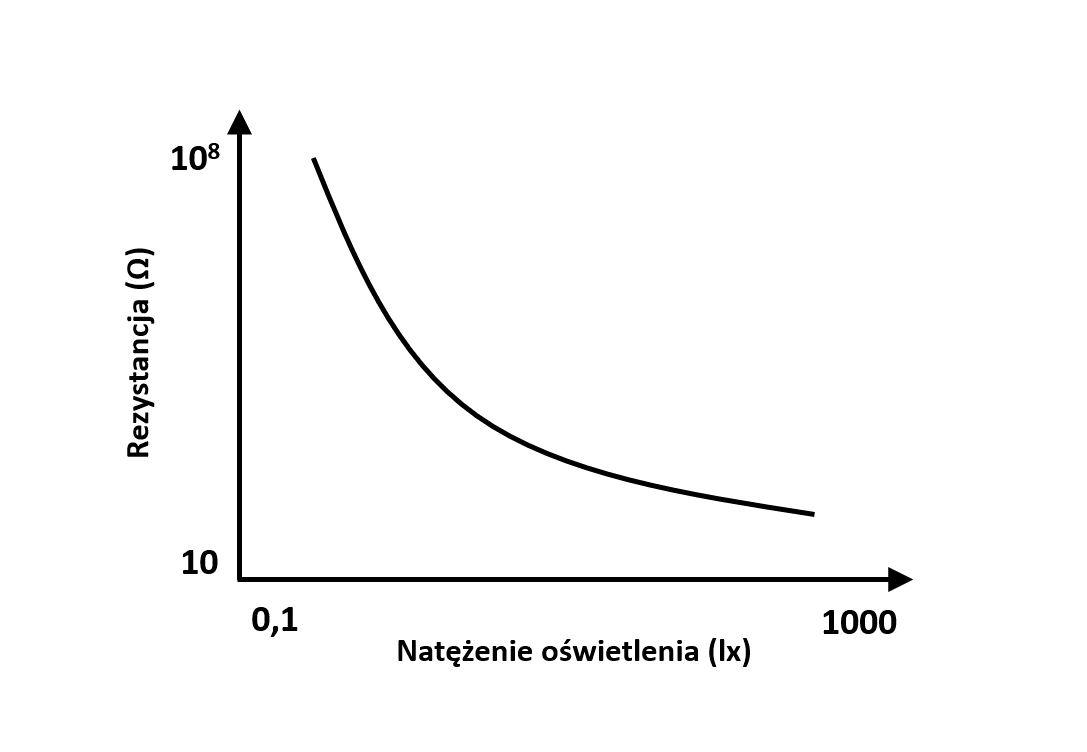
Zależność rezystancji fotorezystora od natężenia oświetlenia

Jako fotorezystory stosuje się półprzewodniki, które w temperaturze działania nie mają elektronów w paśmie przewodnictwa. Padające na półprzewodnik fotony o energii większej od przerwy energetycznej przemieszczają elektrony z pasma walencyjnego do pasma przewodnictwa, w wyniku którego powstają pary dziura-elektron, zjawisko nazywane jest efektem fotoelektrycznym wewnętrznym.
W wyniku tego zjawiska następuje zwiększenie konduktancji materiału.
Dla materiałów półprzewodnikowych domieszkowanych, energie wymagane do pokonania bariery energetycznej są dużo mniejsze i zjawisko fotoprzewodnictwa zachodzi dla promieniowania o większej długości fali. Takie fotooporniki charakteryzują się też większą czułością.
Natężenie prądu fotorezystora określa wzór: 
{\displaystyle I=b\cdot U+d\cdot U\cdot \Phi ^{\beta }}
gdzie:
- U - napięcie polaryzujące,
- Φ - strumień świetlny,

b, d, β - stałe zależne od materiału półprzewodnikowego i rodzaju domieszkowania.
Przewodnictwo materiałów półprzewodnikowych zależy także od temperatury, dlatego na zmianę rezystancji fotorezystora może również mieć wpływ zmiana temperatury, co jest jedną z wad tych elementów.

## Parametry fotorezystora
Typowe parametry fotorezystorów:
- Rezystancja ciemna (Ro) – rezystancja przy braku oświetlenia;
- Rezystancja jasna (RE) – rezystancja fotorezystora dla oświetlonej powierzchni;
- Napięcie maksymalne (Umax) – dopuszczalne maksymalne napięcie pracy fotorezystora;
- Maksymalna moc (Pmax) – moc wydzielana w czasie pracy ciągłej nie powodująca trwałych uszkodzeń fotorezystora;
- Charakterystyka rezystancyjno-oświetleniowa – Zależność rezystancji fotorezystora RE od natężenia oświetlenia E:

{\displaystyle R_{E}=R_{0}\left({\frac {E_{0}}{E}}\right)^{g}}
gdzie:
- Ro - rezystancja fotorezystora przy danym natężeniu światła E0,
- E - natężenie oświetlenia,

g - współczynnik zależny od rodzaju materiału półprzewodnikowego.
- Charakterystyka widmowa - czułość prądowa lub napięciowa, jaką charakteryzuje się fotorezystor przy danej długości fali promieniowania;
- Charakterystyka prądowo-napięciowa – zależność prądu od napięcia przy danym natężeniu światła;
- Czas narastania oraz opadania prądu fotoelektrycznego (τn, τz);
- Zakres temperatury pracy.

## Zastosowanie
Fotooporniki wykonane z siarczku kadmu są niedrogie i powszechnie wykorzystywane w różnego rodzaju przedmiotach np. budziki, systemy alarmowe (detekcja wiązki światła), systemy przeciwpożarowe, lampki nocne oraz proste mierniki natężenia światła w kamerach. W systemach przeciwpożarowych wykorzystywana jest jedna z cech fotorezystorów jaką jest duża wrażliwość na zmianę temperatury.
Fotorezystory są często wykorzystywane jako detektory światła, w celu kontroli załączania i wyłączania źródła światła. Przykładami takiego zastosowania są lampy uliczne, które zapalają się w zależności od docierającego promieniowania świetlnego.
Systemy bezpieczeństwa również wykorzystują właściwości fotorezystorów w celu identyfikacji zmiany natężenia światła kiedy człowiek lub obiekt przejdą przez wiązkę laserową.
Fotorezystory wykonane z siarczku ołowiu (PbS) lub antymonku indu (InSb) są wykorzystywane w paśmie podczerwieni. Znajdują zastosowanie jako detektory promieniowania w astronomii podczerwonej oraz spektroskopii IR.
Pozostałe przykładowe obszary zastosowań to:
- pomiar temperatury poprzez pomiar natężenia promieniowania,
- systemy przeciwpożarowe,
- wykrywanie zanieczyszczeń rzek i zbiorników wodnych,
- detekcja strat ciepła przez izolację termiczną budynków.

## Zalety i wady
Do zalet fotorezystora zalicza się:
- niezawodność działania,
- niska cena,
- duża obciążalność prądowa.

Wady fotorezystora:
- wrażliwość na temperaturę,
- dość duża bezwładność czasowa.